# Ноттінгемський трамвай
Ноттінгемський трамвай або Nottingham Express Transit (NET) — трамвайна мережа завдовжки 32 км 

у Ноттінгемі, Англія.

## Історія
У 1878-1936 роках у Ноттінгемі працювала трамвайна мережа, спочатку кінна, електрифікована в 1901-1902 роках 
. 
Нова трамвайна мережа в Ноттінгемі була запущена 9 березня 2004 року 
.
Має дві лінії завдовжки 32 км. 
Трамваї експлуатуються консорціумом «Transdev» і «Nottingham City Transport». 
Оператор - «Nottingham Express Transit». 
Після успіху першої лінії було заплановано будівництво ще двох, від залізничного вокзалу Ноттінгема:
- 2 : Кліфтон довжиною 7,6 км (відкрито 25 серпня 2015 )[5]
- 3 : 9,8 км Chilwell (3-тя та наступні лінії наразі плануються) [3]

## Маршрути
Перший починається на Тотон-лейн, прямує на північ, проходить через центр міста й до краю Гакнелл. 
Другий прямує від Кліфтона через центр міста до Фенікс-парку. 
Обидві лінії з'єднуються на залізничному вокзалі Ноттінгема, перетинаючи платформи. 
.

## Рухомий склад
| Клас                      | Фото | Тип     | Найвища швидкість | Найвища швидкість | Довжина | Місткість | Місткість | Місткість | В дії | Замовлено | № вагонів | Маршрути  | Побудовано | Роки експлуатації |
| Клас                      | Фото | Тип     | mph               | km/h              | Довжина | Std       | Sdg       | Total     | В дії | Замовлено | № вагонів | Маршрути  | Побудовано | Роки експлуатації |
| ------------------------- | ---- | ------- | ----------------- | ----------------- | ------- | --------- | --------- | --------- | ----- | --------- | --------- | --------- | ---------- | ----------------- |
| Bombardier Incentro AT6/5 |      | Трамвай | 50                | 80                | 33      | 62        | 129       | 191       | 15    | —         | 201–215   | All lines | 2002–2003  | 2004–сьогодення   |
| Alstom Citadis 302        |      | Трамвай | 43                | 70                | 32      | 58        | 144       | 202       | 22    | —         | 216–237   | All lines | 2013–2014  | 2014–сьогодення   |
| Total                     |      |         |                   |                   |         |           |           |           | 37    | —         |           |           |            |                   |